# Тернер (Мен)
Тернер (англ. Turner) — місто (англ. town) в США, в окрузі Андроскоґґін штату Мен. Населення — 5817 осіб (2020).

## Демографія
Згідно з переписом 2010 року, у місті мешкали 5734 особи в 2193 домогосподарствах у складі 1641 родини. Було 2481 помешкання
Расовий склад населення:
| - 96,8 % — білих - 0,5 % — чорних або афроамериканців - 0,3 % — корінних американців - 0,3 % — азіатів - 0,1 % — вихідців з тихоокеанських островів |

До двох чи більше рас належало 1,1 %. Частка іспаномовних становила 2,7 % від усіх жителів.
За віковим діапазоном населення розподілялося таким чином: 24,3 % — особи молодші 18 років, 63,9 % — особи у віці 18—64 років, 11,8 % — особи у віці 65 років та старші. Медіана віку мешканця становила 41,1 року. На 100 осіб жіночої статі у місті припадало 99,5 чоловіків;  на 100 жінок у віці від 18 років та старших — 97,8 чоловіків також старших 18 років.
Середній дохід на одне домашнє господарство  становив 77 128 доларів США (медіана — 61 688), а середній дохід на одну сім'ю — 87 251 долар (медіана — 68 750). Медіана доходів становила 49 732 долари для чоловіків та 42 458 доларів для жінок. За межею бідності перебувало 6,5 % осіб, у тому числі 4,7 % дітей у віці до 18 років та 9,4 % осіб у віці 65 років та старших.
Цивільне працевлаштоване населення становило 3086 осіб. Основні галузі зайнятості: освіта, охорона здоров'я та соціальна допомога — 32,3 %, роздрібна торгівля — 15,5 %, виробництво — 9,2 %, науковці, спеціалісти, менеджери — 8,5 %.